# Argumentum ad lapidem
Argumentum ad lapidem (ad lapidem latin: "mot stenen") är ett argumentationsfel som består i att avfärda ett påstående som absurt utan att delge bevis för att det är absurt.
Ad lapidem-argument är fel eftersom de inte motbevisar påståenden i sig, utan bara ologiskt tar upp hur påståendet kan låta. Ad hominem-argument, som attackerar ett påståendes förespråkare istället för påståendet i sig, felar av samma anledning. Detsamma gäller bevis genom upprepning, då ett påstående antas vara sant just eftersom det antas vara sant.

## Historia och etymologi
Namnet på argumentet användes först av Samuel Johnson, som motsatte sig George Berkeleys immaterialistiska filosofi (att det inte finns materiella objekt, bara sinnen och idéer i dessa sinnen), genom att sparka på en stor sten och säga "jag motbevisar det så här." Denna handling bevisar inte att stenen finns i den fysiska världen och inte bara i huvudet, och motbevisar därför inte Berkeleys argument, utan avfärdar det istället som löjligt. Av denna anledning kallas argumentet sedermera "ad lapidem", på latin "mot stenen".

## Exempel
Albert hävdar att Bob har förskingrat pengar från sitt arbete. 
Carl svarar: "Det är omöjligt. Bob är inte någon förskingrare. Han skulle helt enkelt aldrig göra en sådan sak. Det är nonsens, ett löjligt påstående."
Eftersom detta avfärdar Alberts påstående, men inte ger en anledning eller ett bevis, är Carls svar ett argumentum ad lapidem. Genom att argumentera på detta vis har Carl begått ad lapidem-felet, och Albert kan därför logiskt bortse från det.
Ännu ett exempel:
- Person A: Infektionssjukdomar orsakas av mikrober.
- Person B: Vilken löjlig idé!
- Person A: Varför då?
- Person B: Det är uppenbart löjligt.

Person B ger inget bevis eller en anledning till sin slutsats (att det är löjligt), och anses därför begå argumentfelet.